# 鑑湖駅
鑑湖駅（カモえき、감호역）は、朝鮮民主主義人民共和国（北朝鮮）江原道高城郡に位置する朝鮮民主主義人民共和国鉄道省金剛山青年線および韓国鉄道公社（KORAIL）東海北部線の駅である。
朝鮮光復当時はこの駅はなく、猪津駅と間に草邱駅があり、また三日浦駅とこの駅の間の高城邑に高城駅があり、1919年からそこが高城郡の行政の中心地でした。
韓国で東海北部線を撤去したように、北朝鮮でもあまり必要性がなかったのか、再び撤去したことが知られる。北朝鮮の交通年報サイトによると、1997年に金剛山青年駅まで鉄道を復旧した。その後、韓国で復旧することになり、再び建設された。駅の上には、金日成と金正日の肖像画と偶像化スローガンが掲げられる。駐屯地内にあるため、北朝鮮の一般人の立ち入りができない駅である。
駅の大きさも大きくなく、高城郡統一展望台からは死角に位置し、見えにくい。鑑湖のすぐ前には、北朝鮮側の対南宣伝文句がその都度文言を変えながら設置された。この駅の近くには、楊士彦が建てたという飛來亭の跡がある。
大韓民国国土交通部「鉄道距離表」に記載された駅では唯一、北朝鮮側に存在する。ただし、韓国側との旅客列車は通常運行されていない。